# Газогін Сахалін – Хабаровськ – Владивосток

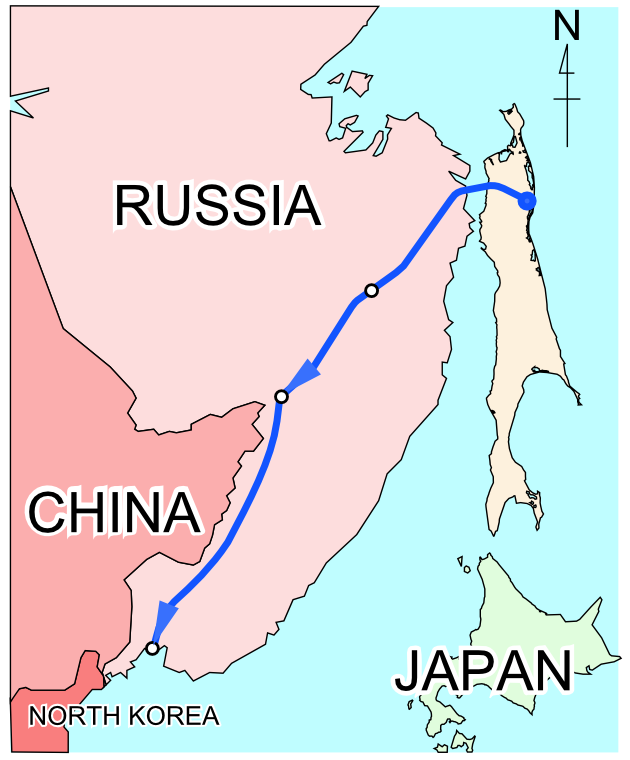
Схема газогону Сахалін-Хабаровськ-Владивосток

Газогін Сахалін — Хабаровськ — Владивосток — газогін природного газу в Росії, що транспортує сахалінський газ з Сахаліну до Хабаровського і Приморського країв. Передбачається також, що газогін стане частиною міжнародного експортного маршруту, транспортування російського газу в країни Східної Азії, на кшталт Народної Республіки Китай, Південної Кореї і Японії. Належить і управляється компанією Газпром. Було відкрито 8 вересня 2011 року.

## Історія
Проект було анонсовано у вересні 2007 року, коли Міністерство енергетики Російської Федерації затвердило Програму газифікації Східного Сибіру і Далекого Сходу Метою програми було зниження ціни на комунальні послуги на російському Далекому Сході, заміна вугілля і нафти на регіональних електростанціях на дешевший природний газ
Проект газогону було затверджено радою директорів Газпрому 23 липня 2008 на тому ж засіданні рада директорів Газпрому ухвалила рішення придбати газогін Комсомольськ — Хабаровськ, Дальтрансгазу, колишнього дочірнього підприємства Роснафти, що був в експлуатації з листопада 2006 року. Проектно-вишукувальні роботи були завершені в листопаді 2008 року і робоча документація готова до квітня 2009 року
Будівництво почалося 31 липня 2009 в Хабаровську, газогін було відкрито 8 вересня 2011.
Першим споживачем газу в Приморському краї було ТЕЦ-2 Владивостока. На початку 2012 ТЕЦ-1 і ТЕЦ Північна у Владивостоці були переведені на природний газ

## Маршрут
Газогін Сахалін-Хабаровськ-Владивосток завдовжки 1822 км складається з трьох секцій. Побудовані секції Хабаровськ — Владивосток і Сахалін — Комсомольськ-на-Амурі, мають разом завдовжки 1350 км. Секція Комсомольськ — Хабаровськ завдовжки 472 км побудована у 2006 і буде пов'язана з газогоном Сила Сибіру що будується.
У Приморському краї, газогін буде постачати газ на запланований завод скрапленого газу, виробляючи скраплений природний газ на експорт в Японію, і на пропонований нафтохімічний комплекс Також планується поставляти газ з Владивостока в Японію і Південну Корею підводними газогонами. або альтернативний маршрут до Південної Кореї наземним газогоном через Північну Корею

## Технічні характеристики
Пропускна спроможність газогону складає 6 млрд м³ природного газу на рік на першому етапі, зі збільшенням до 30 млрд м³ до 2020 року, з яких 8 млрд м³ буде поставлятися з Сахаліну. Кошторисна вартість проекту US $ 21-24 млрд
Діаметр газогонів Сахалін-Комсомольськ і Хабаровськ-Владивосток — 1220 мм, з робочим тиском — 10 МПа. Діаметр газогону Комсомольськ-Хабаровськ становить 700 мм.
На додаток до трьох секцій, газогін Сахалін-Хабаровськ-Владивосток складається з Сахалінської головної компресорної станції, газорозподільної станції м Владивостока, джерела живлення, систем зв'язку та під'їзних доріг.

## Джерело живлення
Газогін заповнюється газом з проекту Сахалін-3 (Кирінське газоконденсатне родовище), з додаванням газу з проекту Сахалін-2.

## Див.також
- Газотранспортна система Росії

## Ресурси Інтернету
- Газогін Сахалін-Хабаровськ-Владивосток на сайті Gazprom.com